# Limnephilus janus
Limnephilus janus là một loài Trichoptera trong họ Limnephilidae. Chúng phân bố ở miền Tân bắc.